# Màrius Quintana
Màrius Quintana i Creus (Barcelona, 1954) es un arquitecto español.

## Biografía
Estudió en la ETSAB, donde se tituló en 1979. En 1992 estableció su propio estudio, en el cual ha desarrollado su labor en terrenos como la arquitectura, el urbanismo, el interiorismo y el diseño. Ha desarrollado numerosos proyectos de mobiliario urbano para el Ayuntamiento de Barcelona y otros municipios del entorno, así como para la Generalidad de Cataluña. También ha trabajado en Andorra y diversas localidades del sur de Francia, como Carcasona, Albi y Cahors. Desde 1999 es conservador del Pabellón Mies van der Rohe en Barcelona.
Quintana ha sido profesor de diseño de mobiliario urbano de la Escuela Elisava (1988-1997), profesor de urbanística en la ETSAB (1992-1993), profesor de Proyectos en la Escuela Técnica Superior de Arquitectura del Vallés (1993-1996) y en la ETSAB (1996). Entre 1982 y 1988 fue arquitecto del Servicio de Proyectos Urbanos del Ayuntamiento de Barcelona, y entre 1988 y 1992 jefe del Servicio de Elementos Urbanos de la misma institución.

## Obras
- Parque de Joan Miró, Barcelona (1983), con Antoni Solanas y Beth Galí.
- Eje de la Avenida Gaudí, Barcelona (1985), en el que constituyó un paseo central para viandantes, donde se instalaron seis farolas de Pedro Falqués que habían estado anteriormente en la Plaza Juan Carlos I, originarias de 1909; también diseñó la fuente que cierra el paseo, frente al Hospital de la Santa Cruz y San Pablo.
- Fossar de la Pedrera, Barcelona (1985), con Beth Galí y Pere Casajoana.
- Biblioteca Joan Miró, Barcelona (1990), con Antoni Solanas, Beth Galí y Andreu Arriola.
- Casa Sala (1990).
- Avenida de la Catedral, Barcelona (1991), con Montserrat Periel.
- Remodelación de la Rambla y plaza Santa Anna de Mataró (1993).
- Casa Escofet (1997).
- Rambla de Badalona (1997).
- Fuente de la Harry Walker, Barcelona (1999).
- Reforma de la Plaza de Sarrià, Barcelona (2002).
- Bibliotecas Ernest Lluch de Vilasar de Mar y del Distrito 6 de Tarrasa (2002).
- Biblioteca Central de Rubí Mestre Martí Tauler (2006-2009).
- Urbanización de la Avda. Doctor Fleming y del Saló de Ponent en Viladecans (2009).
- IES Bruguers de Gavá (2010-2011).
- Casal de ancianos de Olot (2010-2011).